# Enicospilus peigleri
Enicospilus peigleri là một loài tò vò trong họ Ichneumonidae.